# Villard-de-Lans
 Villard-de-Lans  es una población y comuna francesa, en la región de Ródano-Alpes, departamento de Isère, en el distrito de Grenoble. Es el chef-lieu y mayor población del cantón de Villard-de-Lans.

## Demografía
| 2760 | 3085 | 3258 | 3224 | 3346 | 3798 |
| Para los censos de 1962 a 1999 la población legal corresponde a la población sin duplicidades (Fuente: INSEE [Consultar]) |      |      |      |      |      |